# Hala Wyzwolenia
Hala Wyzwolenia (niem. Befreiungshalle) – monumentalny budynek wzniesiony w połowie XIX wieku na wzgórzu Michelsberg w Kelheim.

## Historia
Król bawarski Ludwik I zlecił w 1842 roku architektowi Friedrichowi von Gärtnerowi zaprojektowanie budowli upamiętniającej zwycięstwo na Napoleonem. Projekt i realizację przejął następnie Leo von Klenze, który zakończył ją w 1863 roku.